# Улица Пагари
Улица Па́гари (эст. Pagari tänav — «Пекарская улица»), в конце XIX — начале XX века Бу́лочная улица (нем. Bäckerstraße) — короткая (75 метров) улица в историческом районе Старый город Таллина (Эстония), соединяет улицы Пикк и Лай.

## История
Во времена Российской империи носила название Булочная.
С 1920 года дом 1, наиболее известное здание на улице, занимали различные ведомства Эстонской республики, позже, в советское время, — органы КГБ СССР. С начала 1990-х годов здание находилось в распоряжении Министерства внутренних дел Эстонии, в 2010 году государство продало дом в частное владение, здание было реконструировано под жилой дом.
До постройки современного здания на этом месте находился один из самых больших и известных средневековых купеческих домов Таллина — Дом ганзейского купца. В 1912 году возведён доходный дом (архитектор Ханс Шмидт), не нашедший, однако, жильцов; в 1914 году он был передан строительному управлению таллиннского укрепрайона. В независимой Эстонии здание оставалось административным: его заняло Военное министерство, затем — Министерство внутренних дел. С установлением советской власти, в 1940 году сюда въехал НКВД ЭССР, в годы фашистской оккупации — Политическая полиция.

## Застройка улицы

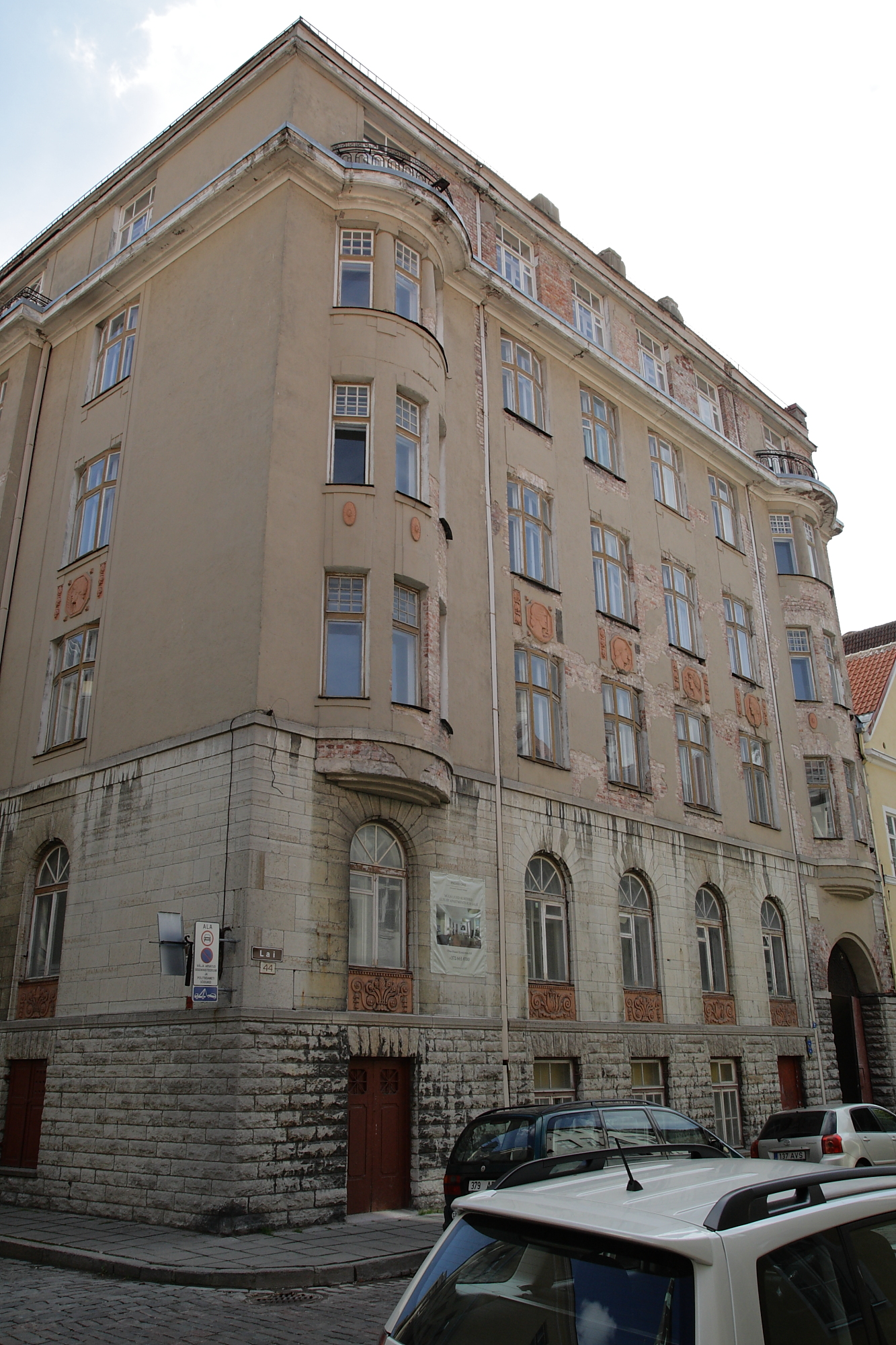
Бывшее здание КГБ ЭССР (2011 год)

Дом 1 (Lai tn 44 / Pagari tn 1 / Pikk tn 59) — единственное здание, имеющее регистровый адрес улицы Пагари. Возведено в 1911 году. В советское время здесь размещался КГБ Эстонии. В 2005 году здание было внесено в Государственный регистр памятников культуры Эстонии как ; проведённая затем реконструкция превратила его в элитный жилой дом, в 2013 году признанный лучшим среди отреставрированных памятников архитектуры.